# Three Decades of Vocal Music
Three Decades of Vocal Music från 15 februari 2015 är ett musikalbum av a cappella-gruppen The Real Group.
Gruppen firade 30 år 2015 och i samband med det släppte de den här samlingsplattan innehållande bland annat musik från tidigare plattor. Ett 20-sidig häfte med text och bilder från deras karriär medföljer CD:n.

## Låtlista[1]
| Nr | Titel                    | Tidigare album                                 | Spelningstid |
| -- | ------------------------ | ---------------------------------------------- | ------------ |
| 1  | Scandinavian Shuffle     |                                                | 3:02         |
| 2  | Chili Con Carne          | Nothing But The Real Group, Allt det bästa     | 3:25         |
| 3  | Mister Father            | In the Middle of Life, Live in Japan           | 3:51         |
| 4  | Bad                      | Live in Japan                                  | 4:04         |
| 5  | Commonly Unique          | Commonly Unique, Allt det bästa                | 3:49         |
| 6  | A Minute On Your Lips    | The Real Album                                 | 4:00         |
| 7  | Thousand Things          | Commonly Unique                                | 3:09         |
| 8  | Lucky Luke               | Live in Japan                                  | 3:38         |
| 9  | I Tried                  | In the Middle of Life                          | 3:20         |
| 10 | Count Basie Medley       |                                                | 5:00         |
| 11 | Nostalgia World          | The Real Album                                 | 3:51         |
| 12 | Sommarpsalm              | Stämning                                       | 2:45         |
| 13 | Bumble Bee               | The Real Album                                 | 3:28         |
| 14 | Anna's Song              | The Real Album                                 | 4:20         |
| 15 | Three Poems              |                                                | 4:01         |
| 16 | Eyes of a Child          | Commonly Unique                                | 2:53         |
| 17 | Friendship               | In the Middle of Life                          | 4:41         |
| 18 | A Child Is Born          | Röster (på svenska "Somna mitt barn"), Unreal! | 3:08         |
| 19 | Mu Ruokto Lea Mu Váimmus |                                                | 1:43         |
| 20 | The Christmas Oratorio   |                                                | 4:10         |
| 21 | Vår Tenor                |                                                | 4:02         |

## Listplaceringar
| Lista (2015) | Topplacering |
| ------------ | ------------ |
| Sverige      | 25           |